# Шюкрю Сараджоглу
 Тази статия е за политика.  За стадиона на Фенербахче вижте Шюкрю Сараджоглу (стадион).  
Шюкрю Сараджоглу е шестият по ред министър-председател на Турция в периода 9 юли 1942 – 7 август 1946 г., по времето когато президент е Исмет Иньоню.
Младият последовател на националистичната политика на Ататюрк оглавява последователно 2 правителства.
Завършил е икономика и политически науки в Женева, Швейцария. След като завършва висшето си образование, бъдещият турски премиер-министър се завръща в родината си, където се включва в съпротивителното движение, оглавявано от Кемал Ататюрк. По-късно е избран за депутат, за да изразява интересите на своя електорат от района на Измир. В периода 1927 – 1930 г. Сараджоглу е министър на финансите. Бил е външен министър.
Днес неговото име носи стадионът на турския футболен клуб „Фенербахче“.